# Comuna Krupske, raionul Kirovohrad, regiunea Kirovohrad
Krupske (în ucraineană Крупське) este o comună în raionul Kirovohrad, regiunea Kirovohrad, Ucraina, formată din satele Dariivka, Hannînske și Krupske (reședința).

## Demografie
Componența lingvistică a comunei Krupske
     Ucraineană (95,6%)
     Rusă (2,93%)
     Alte limbi (1,38%)
Conform recensământului din 2001, majoritatea populației comunei Krupske era vorbitoare de ucraineană (95,6%), existând în minoritate și vorbitori de rusă (2,93%).